# Wittmund
Wittmund est une ville de l’extrême nord-ouest de la région de Basse-Saxe, chef-lieu d’arrondissement de Frise orientale. En superficie, elle est la plus grande ville de Frise orientale, mais sa population ne la classe qu’au cinquième rang derrière Emden, Aurich, Leer et Norden. L’habitat est très dispersé. Du point de vue de l’aménagement du territoire du Land de Basse-Saxe, Wittmund est considéré comme un « pôle intermédiaire » (Mittelzentrum) selon la classification de Christaller.
Sur le plan historique, la plus grande partie de l'agglomération de Wittmund appartient au Harlingerland, région côtière qui ne fut définitivement rattachée au comté de Frise orientale que par l’« Acte de Succession de Berum » (1600). Depuis 1885, Wittmund est le siège de l'arrondissement régional de même nom.
Jusqu’à la réforme régionale allemande de 1972, l’agglomération était une commune continentale. Mais avec les multiples fusions de communes et l’assèchement des polders de la Harle, gagnés sur la mer depuis le XVIe siècle, tels le polder de Carolinensiel, la Mer du Nord est devenue une frontière naturelle. Le polder de Carolinensiel a été reconnu station balnéaire officielle depuis 1983. Ainsi la ville est-elle devenue un lieu de villégiature, non seulement pour ses plages mais aussi pour ses prairies.
Exception faite des quelques centaines d’habitants employés dans l’usine de doubles-vitrages Rehau, la ville est peu industrialisée, et l’agriculture, qui occupe l’essentiel des terres (env. 81,5 %) joue un rôle prépondérant dans l'économie locale. Wittmund est un centre administratif et aussi une ville de garnison qui abrite notamment l’escadrille de chasse no 71 dite Richthofen, l’une des unités historiques de la Luftwaffe. De nombreux habitants de Wittmund travaillent à l’extérieur, et la proximité du bassin d’emplois de Wilhelmshaven est un grand avantage.
Wittmund possède de nombreux édifices multiséculaires, dont quelques belles églises. Le moulin à vent (construit en 1741) est le plus ancien moulin à jupe du nord-ouest de l’Allemagne encore en état.

## Histoire
| Appartenances historiques Comté de Frise-Orientale 1464-1654 Principauté de Frise-Orientale 1654-1744 Royaume de Prusse 1744-1806 Royaume de Hollande 1806-1811 Empire français (Ems-Oriental) 1811-1814 Royaume de Hanovre 1814-1866 Royaume de Prusse (Province de Hanovre) 1866-1918 République de Weimar 1918-1933 Reich allemand 1933-1945 Allemagne occupée 1945-1949 Allemagne 1949-présent |

## Géographie

### Le site

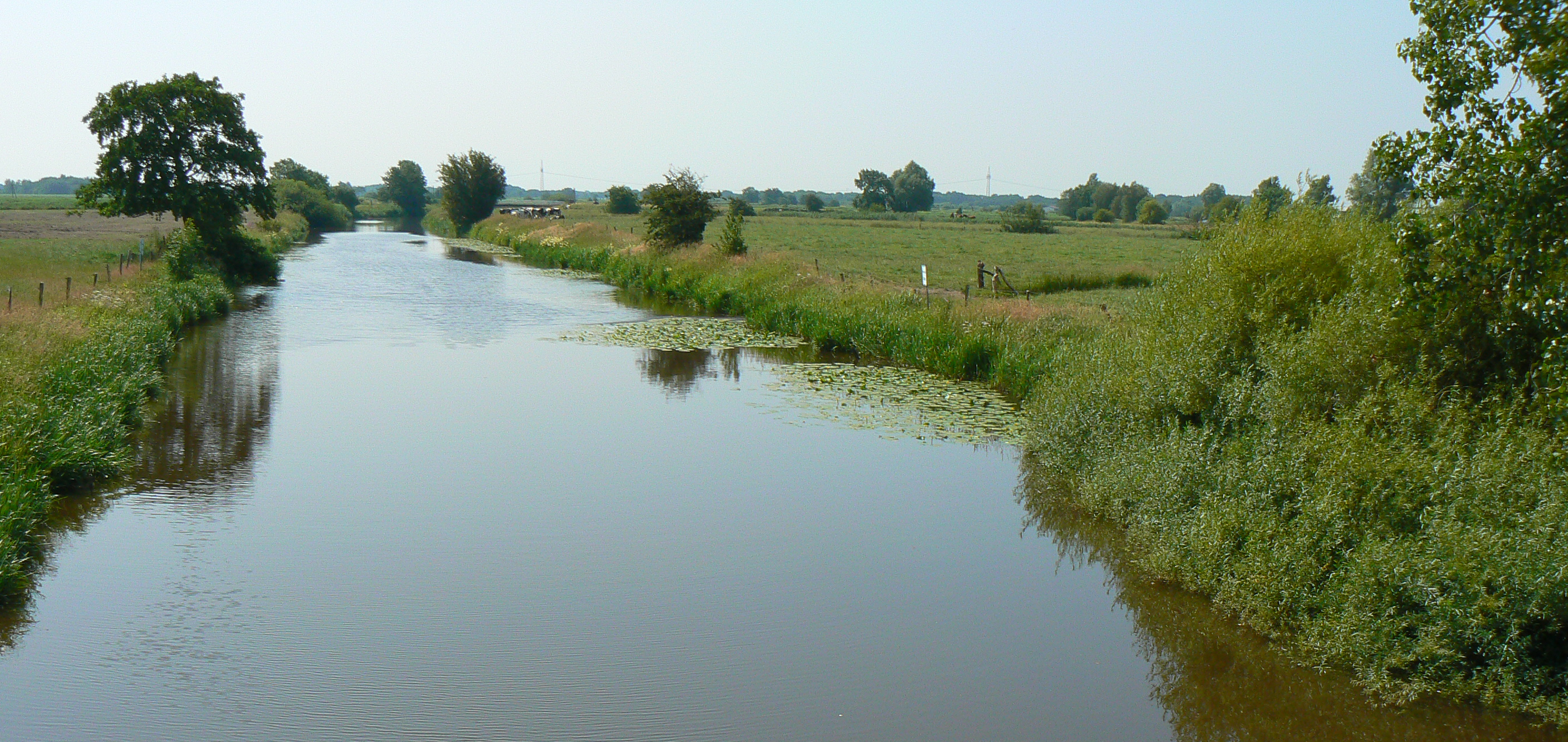
La Harle aux alentours de Wittmund.

Wittmund se trouve entre Aurich et Jever, au Nord-est de la Frise orientale. 15 km séparent le centre-ville de la côte. Avec 210,13 km2, Wittmund comte au nombre des dix villes les plus étendues de Basse-Saxe et à l'échelle de l'Allemagne elle se classe à la 82e position. Depuis la fusion de plusieurs villages voisins dans le cadre de la Réforme Communale de 1972, Wittmund est la ville la plus étendue de Frise orientale. Au Nord, la commune de Wittmund est baignée par la Mer du Nord (polder de Carolinensiel).
La population de 20 000 habitants est très éparse. La densité de population de 99 habkm 2 peut être comparée, pour ne considérer que les villes frisonnes, avec celles d’Emden (488 hab/km2), Leer (460 hab/km2), Norden (241 hab/km2) et d’Aurich (206 hab/km2).
Depuis l'embarcadère de Harlesiel, on peut rallier par bateau l’île frisonne de Wangerooge. Wittmund est arrosée par la Harle, qui prend sa source et se déverse à la mer sans quitter l'agglomération de Wittmund. La ville est un pôle urbain du Land de Basse-Saxe.

### Géologie
Le site de Wittmund est imprégné des trois grandes unités paysagères de l'hinterland de Frise orientale : marécages, geest et tourbière. La plus grande partie des terres a été gagnée sur les marécages, en particulier par la poldérisation de la baie de la Harle. Les parcelles de geest représentent une moindre portion, et l'on ne trouve les vestiges de tourbières que dans les quartiers sud. Du point de vue géologique, la formation de ces terrains remonte au Pléistocène (pour le geest) et à l’Holocène (pour les marécages et les tourbières).
La vieille ville de Wittmund se trouve dans le geest aux franges sud-ouest de l'ancien estuaire de la Harle. Le sol est fait de sable et de galets déposés au stade de la Drenthe au cours de la glaciation de la Saale. Au sud, viennent affleurer des terres argilo-sableuses de même âge géologique, où dominent la tillite et les marnes. À la périphérie sud, dans le quartier de Leerhafe, on trouve des sables grossiers et des sables de dune de la glaciation de la Vistule, qui sont les dépôts les plus anciens sur le territoire de la commune de Wittmund. Ils se rattachent aux contreforts frisons du geest, s'étirant du sud-est au Nord-ouest depuis Oldenbourg à Norden. Les terrains de l'ouest de la commune s'étendent sur les bancs d’argile de Lauenburg de la glaciation de Mindel. Près d’Ardorf, il y a aussi des bancs de tourbe.
Dans les terrains gagnés sur la baie de la Harle, comme dans le quartier de Funnix, on trouve des dépôts de silt argileux, vestiges d'anciennes lagunes saumâtres. L'ancien estuaire lui-même est tapissé de vases limoneuses, silteuses et argileuses. Tous les quartiers nés de l'assèchement de la baie présentent des terrains identiques, comme Carolinensiel et les polders voisins, appelés spécifiquement groden dans tout le Harlingerland.

### Communes voisines
Wittmund est frontalière au Nord-ouest des communes de Dunum, de Stedesdorf, de Werdum et de Neuharlingersiel (communauté urbaine d’Esens dans l’Arrondissement de Wittmund) ; au Nord-est de la commune de Wangerland et à l'est de la ville de Jever (toutes deux dans l’Arrondissement de Frise) ; au sud de la ville de Friedeburg (Arrondissement de Wittmund) et à l'ouest, de la ville d’Aurich (Arrondissement d'Aurich). Ainsi Wittmund est entourée de trois chefs lieux d’arrondissement : Aurich, Wittmund et Jever.

### Climat
Wittmund appartient à la zone tempérée. La ville est le plus souvent sous l’influence des vents de la Mer du Nord. Les conditions climatiques dans l’agglomération de Wittmund, qui s’étend sur plus de 20 km selon une direction Nord-Sud, entre la Mer du Nord et les tourbières de Frise orientale, dépendent principalement de la distance à la mer. L’été, les températures diurnes sont globalement plus basses, l’hiver souvent plus élevées que dans l'hinterland. Le climat est sous influence anticyclonique (vents d'ouest).
D’après la classification de Köppen, Wittmund se rattache à la zone Cfb, la lettre C désignant un Climat tempéré, dont le mois le plus froid présente une température comprise entre 18 °C et −3 °C, et le mois le plus chaud une température supérieure à 10 °C. Tous les mois d’un climat de type Cf (Climat océanique), sont humides et le mois le plus sec présente un volume de précipitations qui n’est pas inférieur à 60 mm. La sous-classe b (océanique à étés chauds) signifie que la moyenne de température mensuelle est toujours inférieure à 22 °C, mais qu’au moins quatre mois présentent une moyenne de température supérieure à 10 °C.
La température moyenne annuelle à Wittmund varie entre 6 et 11,8 °C. Les mois les plus chauds sont juillet et août avec une moyenne de 20 °C ; les mois les plus froids sont janvier et février avec −1 °C en moyenne. Novembre est le mois le plus pluvieux avec une moyenne de 86,8 mm, le mois le plus sec est février avec une moyenne de 44 mm. Le volume des précipitations annuelles s’élève à 814 mm et coïncide presque exactement avec la moyenne de l’Allemagne.
| Mois                                | jan. | fév. | mars | avril | mai  | juin | jui. | août | sep. | oct. | nov. | déc. |
| ----------------------------------- | ---- | ---- | ---- | ----- | ---- | ---- | ---- | ---- | ---- | ---- | ---- | ---- |
| Température minimale moyenne (°C)   | −1   | −1   | 1    | 4     | 8    | 12   | 14   | 13   | 11   | 7    | 3    | 1    |
| Température maximale moyenne (°C)   | 3    | 3    | 7    | 11    | 16   | 19   | 20   | 20   | 18   | 13   | 8    | 4    |
| Ensoleillement (h)                  | 1    | 2    | 4    | 6     | 7    | 7    | 6    | 6    | 5    | 3    | 2    | 1    |
| Précipitations (mm)                 | 64,1 | 44   | 56,7 | 48    | 57,3 | 74,1 | 79,6 | 72   | 79,1 | 76,9 | 86,8 | 75,6 |
| Nombre de jours avec précipitations | 19   | 17   | 13   | 15    | 13   | 15   | 17   | 17   | 16   | 18   | 19   | 20   |

## Personnes célèbres de Wittmund
- Christian Alder (1978-), footballeur.
- Johan van Angelbeek (1727-1799), gouverneur né à Wittmund.
- Karl-Heinz Janßen (1930-2013), journaliste né à Carolinensiel.
- Hans-Wilhelm Müller-Wohlfahrt, médecin du sport est médecin du sport de l'équipe nationale allemande de football depuis 1995 et a été médecin du sport du Bayern Munich de 1977 à 2015.
- Henny Reents (1974-), actrice.
- Mense Reents (1970-), musicien et producteur né à Wittmund.
- Timo Schultz (1977-), footballeur né à Wittmund.
- Holger Heymann (1977-), homme politique né à Wittmund.